# Promise (Voyager)
Promise is een nummer van de Australische progressieve rockband Voyager, uitgebracht op 21 februari 2023. Het nummer vertegenwoordigde Australië op het Eurovisiesongfestival 2023 nadat de band intern was geselecteerd door de Special Broadcasting Service (SBS), de Australische omroep voor het Eurovisiesongfestival. Het nummer eindigde als negende in de grote finale met een score van 151 punten.

## Achtergrond
Het nummer is geschreven door Alex Canion, Ashley Doodkorte, Daniel Estrin, Scott Kay en Simone Dow en geproduceerd door de band met Matt Templeman en Matt Clarke. Het is een rock- of progressieve rocknummer, dat wordt begeleid door elektrische gitaren en keyboards en in sommige passages ook invloeden uit progressieve metal laat horen. Andere passages doen door de gebruikte synthesizers meer denken aan de muziek van de jaren tachtig. De term "progressieve pop metal" werd ook gebruikt. Het nummer gaat over op elkaar kunnen vertrouwen.

## Bezetting
Voyager
- Alex Canion - bas, zang
- Ashley Doodkorte – drums
- Simone Dow – gitaar
- Danny Estrin - keyboards, zang
- Scott Kay - gitaar

Technisch
- Voyager - coproductie
- Matthew Templeman - coproductie, opname, mixen
- Paul Clarke - coproductie
- Danny Estrin - opname van keyboards
- Simon Struthers - mastering
- Ashley Doodkorte – artwork, lay-out